# Taurignan-Castet
Taurignan-Castet è un comune francese di 163 abitanti situato nel dipartimento dell'Ariège nella regione dell'Occitania.

## Società

### Evoluzione demografica
Abitanti censiti